# Владислав Криницки
Владѝслав Павел Кринѝцки (на полски: Władysław Paweł Krynicki) е полски римокатолически духовник, титулярен акантски епископ (1918 – 1927) и епископ на Влоцлавешката епархия (1927 – 1928).

## Биография
Роден е на 28 юни 1661 година в град Влоцлавек, Полското царство на Руската империя, в семейството на Марианна (с моминско име Кухарска) и Константи Криницки, обущар. В 1879 година завършва гимназия в родния си град. Продължава обучението си във Влоцлавешката семинария и след три години в 1882 година започва да учи в Санктпетербургската духовна академия. В 1885 година по време на следването си е ръкоположен за свещеник във Влоцлавек от епископ Александер Берешневич. В 1886 година завършва със степен магистър по богословие, завръща се във Влоцлавек и служи като викарий в катедралната църква на града, преподава религия в реалната гимназия (1887 – 1899) и различни предмети в семинарията, предимно омилетика и история на църквата. Едновременно с преподаването си в семинарията служи в различни енории на Куявско-Калишката епархия, но обикаля енориите само лятно време, докато през останалото използва наместници. В 1908 – 1910 година се лекува във Варшава. В 1910 година влиза в катедралния капитул и става визитатор на манастирите в Куявско-Калишката епархия. В 1914 година става ректор на Висшата духовна семинария във Влоцлавек.
Тъй като куявско-калишкият епископ Станислав Зджитовецки е вече на възраст, а епархията е голяма, на 29 юли 1918 година римският папа Бенедикт XV го назначава за титулярен акантски епископ и заедно с Войчех Овчарек го назначава за викарий на Куявско-Калишката епископия (от 1925 г. Влоцлавешка епископия). Ръкоположен е за епископ заедно с Войчех Овчарек на 10 ноември 1918 година от гнезненския и познански архиепископ Едмунд Далбор, примас на Полша, в съслужение с епископ Станислав Зджитовецки и плоцкия епископ Антони Нововейски.
Епископ Владислав Акантски като генерален викарий пребивава в Ченстохова и оглавява окръжния църковен съд. От 1920 година по поръчение на нунция Ахиле Рати е визитатор на религиозните конгрегации. В 1925 година след създаването на Ченстоховската епархия, епископ Владислав иска да се върне във Влоцлавек, но по настояване на епископ Станислав заминава като генерален викарий и глава на църковния съд в Калиш.
След смъртта на епископ Станислав, капитулът избира за негов наследник епископ Владислав Акантски и на 21 ноември 1927 година папа Пий XI го назначава на влоцлавешката катедра. Интронизиран е на 22 април 1928 година. По повод интронизирането му за катедралата е направена нова камбана „Йероним-Владислав“, тежаща 1660 kg, която да замести задигнатата от германците в 1918 година камбана „Йероним“.
Като епископ допуска в диоцеза си Католическата лига, която има за цел затвърждаване на религиозното съзнание на вярващите, въвеждането на евангелския дух в живота на нацията и противопоставяне на надвисналите опасности за религията в Полша. Лигата не успява да изгради структури в епархията, тъй като наследникът на епископ Владислав епископ Карол Радонски е привърженик на Католическо действие. Епископ Владислав полага грижи за образованието – благодарение на неговите усилия Влоцлавешката семинария е призната от държавата за висше училище. При управлението му е завършена и сградата на гимназия „Ян Длугош“. Епископ Владислав препоръчва създаването на библиотеки в енориите и разпространение на католическата преса. Отделя внимание на връзките с полските икономически емигранти в чужбина, като насърчава свещениците да водят регистри на емигрантите и да им изпращат преса и книги.
Епископ Владислав Влоцлавешки умира след кратко боледуване на 7 декември 1928 година в болница в Отвоцк. Погребан е в криптата на епископите в катедралата. Не успява да завърши плановете си за изграждане на сграда и библиотека за средната семинария. В завещанието си оставя значителни суми за семинарията и катедралата във Влоцлавек.
Автор е на над 100 богословски труда в областта на проповедта, църковната история, каноничното право, създадени предимно докато е преподавател в семинарията във Влоцлавек (1886 – 1918). Сред трудовете му се откроява „История на Вселенската църква“ (на полски: Dzieje Kościoła powszechnego), издадена във Влоцлавек в 1908 година, която печели широко признание, претърпява четири последващи издания и е използвана като учебник в много семинарии в Полша. Епископ Криницки е и автор на най-известния учебник в областта на проповядването „Свещено красноречие“ (на полски: Wymowa święta) (Варшава 1906, 1921). През 1912 година публикува спорника „Кратки омилетични поучения за неделите и празниците през цялата година“ (на полски: Krótkie nauki homiletyczne na niedziele i uroczystości całego roku) (Влоцлавек, 1912). Автор е и на „За начина на размишление според метода на Свети Игнатий и за изследването на съвестта“ (на полски: O sposobie rozmyślania według metody świętego Ignacego i o rachunku sumienia) (Варшава, 1893) и „Размишления върху живота и добродетелите на Богородица за използване от духовната младеж“ (на полски: Rozmyślania o życiu i cnotach Matki Bożej dla użytku młodzieży duchownej) (Варшава, 1895).